# 石邦藩
石 邦藩（せき ほうはん / シー・パンファン、1901年（光緒二十七年）8月12日 - 1984年）は、中華民国空軍の軍人。ミャオ族。
字は東屏。最終階級は空軍上校（大佐に相当）。第一次上海事変に参加し、初めて日本機を撃墜したパイロットである。

## 生涯
湖南省乾州直隷庁湘西乾城県樹耳寨（現：湘西トゥチャ族ミャオ族自治州・吉首市寨陽郷樹耳村）にて生まれる。乾城県立高等小学堂（現：吉首市第七小学）卒業後、1921年に軍官教導団を卒業して1924年2月、陸軍歩兵少校に任ぜられる。同年4月ごろ、直隷派の支配下にある保定航空学校に入学。同期には後に韓国空軍創設者の一人となった崔用徳や、中華民国総統府侍衛長をつとめた劉牧群がいる。また在学中に第2次奉直戦争に参加。教官達の努力により戦争前の1924年10月の時点で半数以上の生徒が単独で飛行できるようになっていた。
11月、保定航空学校は国民第3軍の孫岳により接収され、1925年1月、校長の沈徳燮が司令官を兼任する第3軍航空隊（副司令：蔣逵、参謀長：陳思濂、学監：王風翔）が成立。3月、航空学校の人員や器材を洛陽に移動することになり、学生は臨時任務に派遣され、秘書室は衷立人と張慕超、軍需室は楊鶴霄と甄中和が担当し、石は副官長、董世賢は掩護隊長、その他の学生も副官や押運員に任命された。
同年秋に卒業後は国民第3軍航空隊隊附。石は副官長として洛陽に留まり、学校の移動や輸送以外の業務を処理していた。
1926年3月、馮玉祥が下野し孫岳が病に倒れると再度直隷派が盛り返し、第3軍航空隊は呉佩孚に接収される。同年6月頃、保定に討賊聯軍航空司令部（司令：敖景文、参謀長：韋庭錕）が設立されると、航空第1隊（隊長：趙歩墀）の中隊長。北伐で呉佩孚軍の航空隊が壊滅したのちは張宗昌軍に身を寄せ、5月10日に成立した直魯連軍航空司令部（司令官：趙翔陸、副司令：袁振銘、参謀長：崔鈺）飛豹隊（隊長：盛建謨）飛行員。1927年（民国十六年）3月24日の国民革命軍江右軍（軍長・程潜）の南京掌握時、国民党に帰順、同航空隊の帰順兵力を接収し成立した江右軍航空隊（隊長：張慕超）副隊長となる。
1928年2月、軍事委員会航空司令部設立に伴い、航空第二隊附（隊長：欧陽璋、副隊長：李文禄）。翌年11月、第二隊副隊長に就任。1930年10月20日、陸軍中校。
1931年5月中旬の早朝、済南の辛壯飛機場からユンカース W33爆撃機にて副機長の陳思濂、爆撃手の孟憲武とともに蘭封爆撃、考城偵察の任にあたった帰路中、第4隊の楊国柱の操縦するV-65Cコルセアに軍閥空軍と誤認され銃撃を受けるというアクシデントに遭う。
また、1932年1月ごろには第4隊飛行員として中央空軍に来たばかりの高志航に飛行服を貸し、彼のテスト飛行に立ち会ったこともある。
中原大戦終結後、共匪に備えて航空第2隊の一部を率いて南昌に進出、後にこの任は航空第3隊（隊長：劉芳秀）が引き継いだ。

### 第一次上海事変
1932年1月28日、第一次上海事変が勃発すると、石はユンカース K47で1個小隊を率い南京防衛の任を受ける。2月20日、杭州筧橋への派遣を命じられるが、乗機が故障していたため、残りの6機を部下の邢剷非に率いさせ、第4隊、第6隊、そして広東空軍とともに先に杭州に向かわせた。
2月25日、ようやく機体が直った石は、銃手の呉華樑とともに雨の中杭州筧橋飛行場に到着し、黄秉衡航空署長に蔣介石の書簡を届ける。書簡の内容は、公大飛行場から空母へと引き上げた日本軍航空隊による飛行場爆撃を危惧するものであった。石と黄は協議の結果、筧橋の全戦力を20キロ離れた喬司機場、更に蛙埠へと移動させる事にした。また、整備主任の曾堯には夜明け前に起きてエンジンを始動し温める事、邢剷非には日の出とともに上空警戒の任をそれぞれ命じた。
翌日2月26日午前5時、加賀から小田原俊郎大尉率いる爆撃隊3個小隊の13艦攻9機、援護隊として鳳翔から所茂八郎大尉率いる2個小隊3式艦戦6機が飛び立ち、暁闇の空を杭州へと向かった。しかし、邢剷非が上空警戒の任を怠ったため、石の出撃は杭州到達直後の7時の事であった。
石は第六隊分隊長・趙普明操縦・竜栄萱銃手のV-92Cとともに飛び立ち、編隊の爆撃を妨害、続いて13艦攻第3小隊の2番機および小隊機それぞれ1機を撃墜。しかし弾数の残りが少なくなったうえ、銃手・沈延世の後部機銃が故障。そこに渥美信一大尉率いる第5小隊3機の銃撃を受け、7.7ミリ機銃が石の左腕を貫通した。石の乗機は次々と被弾し、エンジンから火が噴出した。沈延世がパラシュートを装着していなかったため、石は片手で消火装置を作動し鎮火させたのち地上に不時着し、渥美小隊が飛び去るまで翼下に隠れやりすごした。その際、渥美小隊は石機の不時着地点からわずか400m先に喬司機場と中国空軍機22機（日本側は12機と記録）を発見、稼働中の2機に銃撃を浴びせ、1機撃破確実を報告した。趙普明機は所茂八郎大尉機と巴戦を展開し被弾、胸に重傷を負う。また、広東空軍派遣隊分隊長の呉汝鎏もウェイコ・エアクラフト製単座戦闘機で駆け付けたが反撃にあい撃墜され、筧橋北東1キロの畑中に不時着した。
日本軍機が飛び去った後、石は田相国より止血処置を受け、趙とともに杭州広済医院（現浙江大学医学院附属第二医院）に搬送される。しかし3月4日、敗血症で石の容態は悪化、弟の石邦正から輸血され上海から医師を呼ぶなどの措置が取られたが、結局左腕は切断せざるを得なかった。左腕はホルマリン漬けの標本となり同医院に保管された。一方の趙普明は肺の負傷が大きく、やむなく片肺を切除したが3月18日に死亡した。
回復後、傷跡を見た蔣介石はいたく感涙し、教官として空軍に留まるよう述べた。また、民衆の間でも石邦藩は一躍英雄となり、「邦藩牌」というタバコが上海で売られるほどだったという。
なお、この戦闘当時第二隊隊長であったという文献が多くみられるが、国民政府令によれば当時副隊長であった。この記録が正しければ、腕を失った後も同職に留まり、同年8月20日、第二隊隊長に就任したことになる。
1933年7月、飛行士を引退し、筧橋中央航空学校の三期入伍生隊隊長（2月14日～10月）を経て、1934年、南京大校場機場站長。1935年6月以降は南京総站に指定され、首都防空の補給拠点を担う。
1936年10月30日、明故宮機場にてカーチス・ホークⅢ献納式の整理指揮をとる。

### 日中戦争
日中戦争勃発後の1937年8月、南京第一空軍区（司令官：沈徳燮）参謀長兼任。また、1937年7月～38年2月に設置された空軍前敵総指揮部参謀長にも就任していたとの記述もみられるが、就任していたのは晏玉琮、もしくは張有谷であるともされる。
9月、前敵総指揮部指揮所兼捕虜収容所として利用されていた中央体育場に第5大隊24中隊副隊長の羅英徳とともに赴き、3名の日本海軍捕虜の手当てを行う。
1937年9月7日、空軍中校。
11月、航空委員会は南京から漢口に撤退し、第一空軍区司令部も蘭州へ移る。同月に新設された空軍兵監部兵站総監（副監は汪豊、翌年2月改編では金家駟）に就任し、中国空軍の輜重の任を負う。
1939年5月、航空委員会交通処処長。1943年、空軍第四路司令官。1944年退役。1945年4月30日、空軍上校。

### 戦後
戦後、空軍総司令部物資動員委員会主任（副主任：王叔銘）。また、上海に渡り、航空建設協會上海市分會總幹事兼委員をつとめる。1945年12月には上海第十区公所代理区長、1946年には上海市参議員に選任された。
遷台後、台湾省物資局にて台中弁事処主任や副局長を務めた。
また、1962年1月27日には杭州での戦闘をたたえ、空軍司令官の陳嘉尚上将より一星星序獎章および負傷榮譽獎章が贈られた。
1968年3月の定年退職後、家族とともに渡米し、同地で死去した。
子の石家孝はボストン栄光連誼会理事長を務める。

### 勲章
- 六等宝鼎章（中国語版） - 1931年4月29日[46]